# Dahlak Kebir
Dahlak Kebir ist die größte Insel des Dahlak-Archipels, der zu Eritrea gehört.

## Geographie

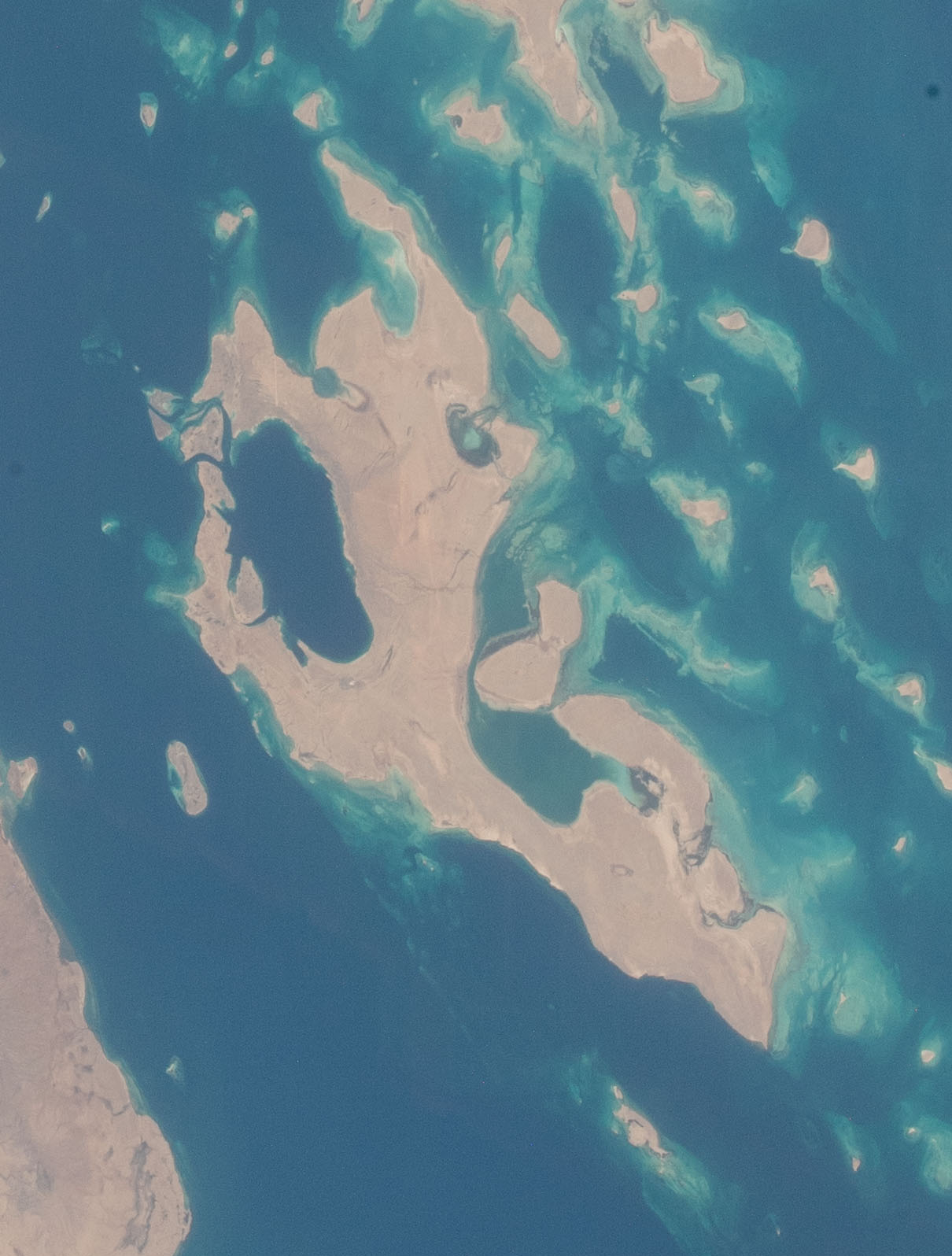
Foto von der Internationalen Raumstation aus mit Insel Eruya (Erwa) und Korallenriffen

Die im Roten Meer gelegene Insel wurde ursprünglich Dahlak Deset genannt. Die Insel ist 62 km lang und bis zu 27 km breit und weist eine Fläche von 662,62 km² auf. Die maximale Höhe der Insel wird auf Karten mit 49 Meter bis 54 Meter angegeben. Die etwa knapp 2000 Dahalik sprechenden Bewohner leben vom Fischfang, der Seegurkenzucht und dem Tourismus.
Hauptort ist das gleichnamige Dorf Dahlak Kebir an einer kleinen Bucht der Südwestküste. Die kleine Bucht ist auch unter ihrem englischen Namen Paradise Bay bekannt.
Insgesamt gibt es elf Dörfer auf Dahlak Kebir (mit geschätzten Einwohnerzahlen):
| Name                             | Einwohner | Koordinaten                  | Bemerkung                                                     |
| -------------------------------- | --------- | ---------------------------- | ------------------------------------------------------------- |
| Dahlak Kebir                     | 300       | 15° 36′ 55″ N, 40° 0′ 18″ O  | Historischer Hauptort des Archipels                           |
| Cembeli (Gembali, Jīmhīl)        | 300       | 15° 45′ 36″ N, 39° 57′ 5″ O  | Hauptort der Region Dahlak, Residenz des Scheichs, mit Klinik |
| Derbushat (Durubbishet)          | 250       | 15° 40′ 11″ N, 40° 7′ 13″ O  | im Zentrum der Insel, mit Klinik, Moschee, 8–10 Brunnen       |
| Melill                           | 200       | 15° 45′ 59″ N, 39° 58′ 45″ O | typisches Fischerdorf                                         |
| Salat (Sal‘et)                   | 200       | ...                          |                                                               |
| Dhu Bellu (Dub‘ullu, Debe'āluwa) | 180       | 15° 44′ 34″ N, 40° 7′ 6″ O   | mit historischen Stätten                                      |
| Dasuco (Dasqo)                   | 170       | ...                          |                                                               |
| Memla                            | 125       | 15° 37′ 42″ N, 40° 24′ 9″ O  |                                                               |
| Kubbani                          | 100       | 15° 50′ 15″ N, 40° 5′ 23″ O  |                                                               |
| Kumbeiba (Cumbeiba)              | 90        | 15° 48′ 37″ N, 39° 59′ 44″ O |                                                               |
| Soguri                           | 40        | ...                          |                                                               |

Die Summe der vorgenannten Einwohnerzahlen der elf Dörfer ergibt 1955 für die gesamte Insel.
Das Dorf Dahlak Kebir ist für seine frühmittelalterliche Zisterne bzw. Nekropole bekannt. Des Weiteren finden sich auf dem Eiland viele Fossilien, die Überreste vorislamischer Kulturen im Sultanat Adal sowie Mangrovensümpfe.
Es existieren Fährverbindungen nach Massaua und weiteren Inseln des Dahlak-Archipels.